# Miwata

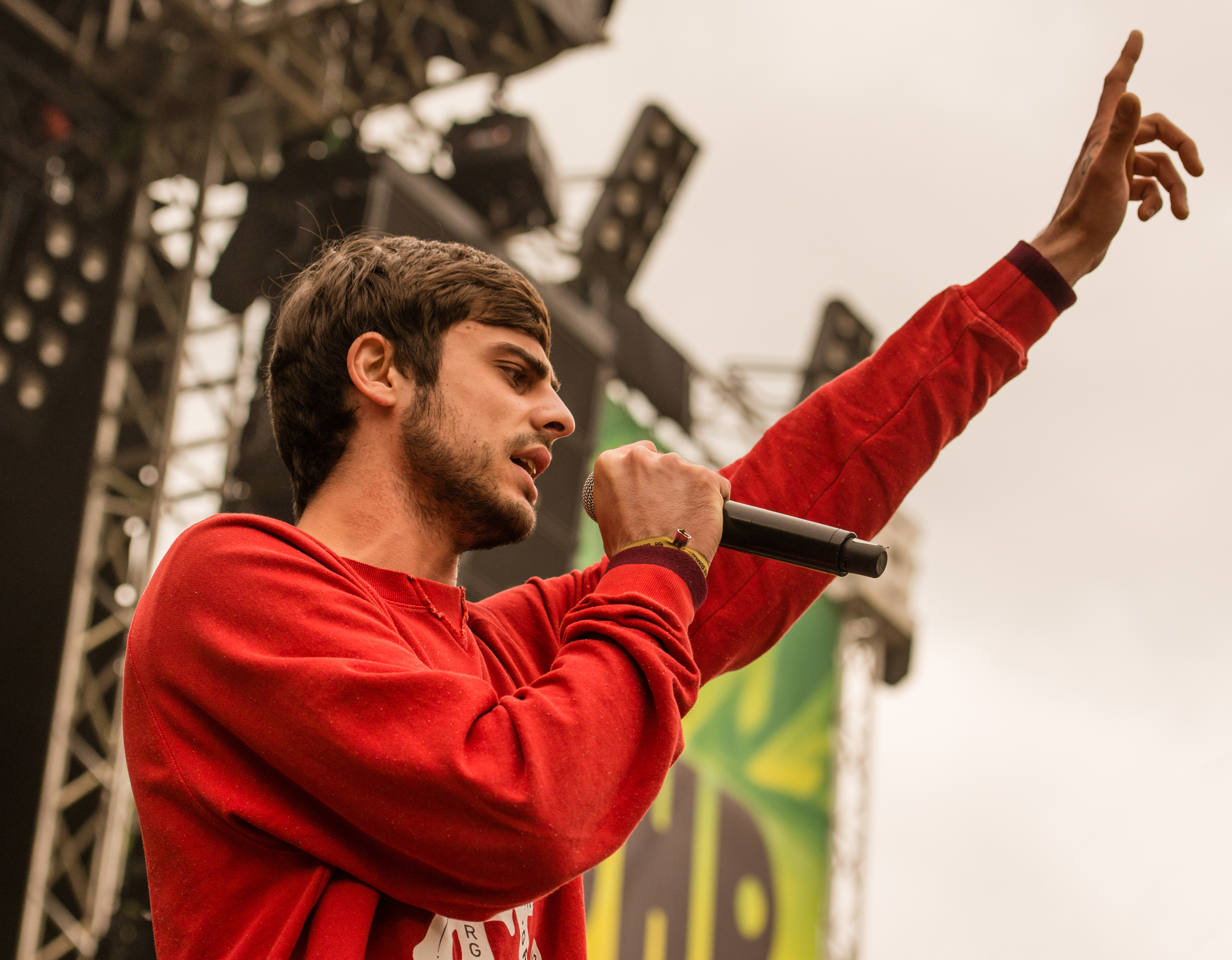
Miwata beim Ruhr Reggae Summer 2014 in Dortmund

Miwata (* 1992 in Heidelberg als Marvin Reis) ist ein deutscher Reggae-Künstler und steht bei Jugglerz Records unter Vertrag.

## Geschichte
2012 stellte Miwata sein erstes Mixtape „Auf dem Weg Richtung Sonne“ vor. Mit der „Neumood“ EP (2014), der „Akustik Session“ (2015) und der „Nicht ohne Grund“ EP (2017) tourte Miwata bereits durch den deutschsprachigen Raum auf Konzerten und Festivals. Im Februar 2019 ging Miwata mit seinem neuen Album Eukalyptus auf Tour.

## Rezeption
„Insgesamt ist ‚Eukalyptus‘ ein sauber produziertes, vielfältiges und stimmiges Gesamtkunstwerk geworden, eine Art Patentrezept für ein hochkarätiges deutsches Reggae-Album abseits von standardmäßiger Kiffer-Hippie-Musik.“